# Oporzyn
Oporzyn (prononciation : [ɔˈpɔʐɨn]) est un village polonais de la gmina de Wągrowiec dans le powiat de Wągrowiec de la voïvodie de Grande-Pologne dans le centre-ouest de la Pologne.
Il se situe à environ 14 kilomètres au nord de Wągrowiec (siège de la gmina et du powiat), et à 60 kilomètres au nord de Poznań (capitale de la Grande-Pologne).
Le village possédait une population de 94 habitants en 2013.

## Histoire
De 1975 à 1998, le village faisait partie du territoire de la voïvodie de Piła.

Depuis 1999, Oporzyn est situé dans la voïvodie de Grande-Pologne.